# Santa Fe de Amboró
Santa Fe de Amboró ist eine Ortschaft im Departamento Santa Cruz im Tiefland des südamerikanischen Andenstaates Bolivien.

## Lage im Nahraum
Santa Fe de Amboró liegt in der Provinz Ichilo im Cantón Buena Vista und ist der sechstgrößte Ort im Municipio Buena Vista. Die Ortschaft liegt auf einer Höhe von 435 m an einem nach Norden fließenden Nebenfluss des Río Guenda, der weiter zum Río Piraí hin fließt. Der Nationalpark Amboró grenzt südwestlich an den Ort.

## Geographie
Santa Fe de Amboró weist ein semihumides schwülfeuchtes Tropenklima auf mit geringen Tages- und Nachtschwankungen der Temperaturen.
Der jährliche Niederschlag in der Region liegt bei etwa 1000 mm, die Jahresdurchschnittstemperatur bei etwa 24 °C (siehe Klimadiagramm Santa Cruz). Einer kurzen Trockenzeit in Juli und August mit Monatsniederschlägen von unter 50 mm steht eine ausgedehnte Feuchtezeit gegenüber, in der von November bis Februar die Monatswerte deutlich über 100 mm hinausgehen. Die monatlichen Durchschnittstemperaturen schwanken zwischen 20 °C im Juni und Juli und 26 °C von Oktober bis Dezember.

## Verkehrsnetz
Santa Fe de Amboró liegt in einer Entfernung von 50 Straßenkilometern westlich von Santa Cruz, der Hauptstadt des Departamentos.
Von Santa Fe de Amboró aus führt der „Camino Terebinto – Santa Fe de Amboró“ neunzehn Kilometer in östlicher Richtung nach Terebinto und weiter nach Las Cruces, von dort sind es 20 Kilometer in östlicher Richtung bis Urubó, wo eine Brücke den hier 300 m breiten Río Piraí überquert und nach weiteren zwei Kilometern den Außenring von Santa Cruz erreicht.

## Bevölkerung
Die Einwohnerzahl der Ortschaft ist in dem Jahrzehnt zwischen den beiden letzten Volkszählungen um fast ein Drittel zurückgegangen:
| Jahr | Einwohner         | Quelle       |
| ---- | ----------------- | ------------ |
| 1992 | keine Detaildaten | Volkszählung |
| 2001 | 689               | Volkszählung |
| 2012 | 515               | Volkszählung |
| 2024 |                   | Volkszählung |

Aufgrund der seit den 1960er Jahren durch die Politik geförderten Zuwanderung indigener Bevölkerung aus dem Altiplano weist die Region einen gewissen Anteil an Quechua-Bevölkerung auf, im Municipio Porongo sprechen 13,0 Prozent der Bevölkerung Quechua.